# Rasmus Niklasson Petrovic
Rasmus Patrik Niklasson Petrovic, född 17 maj 2003, är en svensk fotbollsspelare (anfallare) som representerar Gais.

## Biografi
Niklasson Petrovics moderklubb är Sävedalens IF. Efter att ha flyttat till Uppsala med familjen började han spela för Bälinge IF. Han gick 2020 vidare till IK Sirius, och flyttade efter tre år i Sirius ungdomslag till Dalkurd FF, där han gjorde seniordebut i Ettan norra 2023. Efter att ha spelat 27 matcher (4 mål) med Dalkurd under sin första seniorsäsong flyttade han året därpå till Oskarshamns AIK, där han säsongen 2024 fick ett mindre genombrott med åtta mål och åtta assist på 25 matcher i Ettan södra.
I november 2024 presenterades han som nyförvärv av Göteborgsklubben Gais, där han skrivit på ett fyraårskontrakt. Han gjorde sitt första allsvenska mål för Gais i en 3–1-seger mot BK Häcken i slutet av juni 2025.

## Spelstil
Niklasson Petrovic är framför allt vänsterytter, men kan spela på alla anfallspositioner. Från sin vänsterytterposition bryter han gärna in i banan, och han har ett bra avslut.